# جانمحمد علی‌پور
جانمحمد علی‌پور معروف به ابومحسن (زاده ۱ دی ۱۳۴۴ - درگذشته ۱۳ مرداد ۱۳۹۶) نظامی ایرانی و از فرماندهان سپاه پاسداران انقلاب اسلامی در جنگ ایران و عراق و از مستشاران ایرانی حاضر درجنگ داخلی سوریه بود. از او به عنوان «فرمانده ارشد زرهی جبهه مقاومت» یاد می‌شود.

## زندگی‌نامه
جانمحمد علی‌پور در سال ۱۳۴۴ در شهر اندیمشک زاده شد. از ۱۲ سالگی و همزمان با روزهای انقلاب ۵۷ فعالیت انقلابی را آغاز کرد و در راهپیمایی‌ها شرکت می‌کرد.

## جنگ ایران و عراق
با آغاز جنگ ایران و عراق در سن ۱۵ سالگی با عضویت در بسیج و آموزش دوره‌های نظامی به جبهه اعزام شد. در آغاز در عملیات‌های فتح المبین و والفجر مقدماتی به عنوان نیروی خط شکن عملیاتی حضور یافت. پس از آن برای گذراندن دوره تخصصی تانک به تهران رفت. علی‌پور به عنوان یکی از مؤسسین و فرماندهان گردان مکانیزه لشکر ۷ ولیعصر در عملیات‌های مختلفی از جمله والفجر ۸، کربلای ۴، کربلای ۵ و نصر ۴ حضور داشت و نقش آفرینی کرد. در عملیات والفجر ۱۰ در سن ۲۲ سالگی به عنوان یکی از فرماندهان گردان مکانیزه لشکر ۷ ولیعصر در حلبچه رزم کرد و در جریان این عملیات شیمیایی شد.

### مجروحیت
در جریان عملیات کربلای ۵ تانک علی‌پور توسط نیروهای عراقی منهدم و او دچار موج گرفتگی شد و سرش نیز مورد اصابت ترکش قرار گرفت. او در عملیات والفجر ۱۰ نیز شیمیایی شد.

## جنگ داخلی سوریه

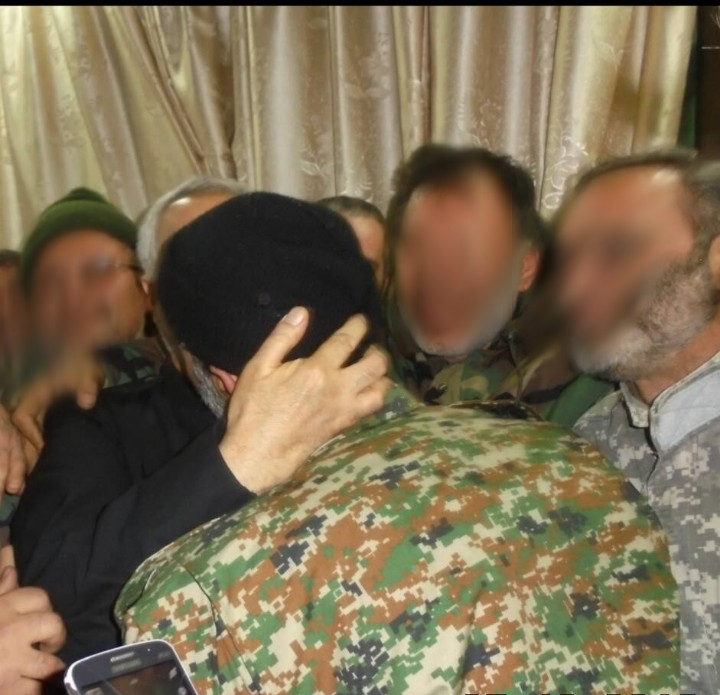
قاسم سلیمانی در حال بوسیدن پیشانی جانمحمد علی‌پور

جانمحمد در جریان جنگ داخلی سوریه به‌عنوان مستشار ارشد نظامی مسئول آموزش زرهی نیروهای موسوم به جبهه مقاومت در سوریه شد و همزمان با آن مراکز تعمیرات زرهی را در آن کشور سازماندهی کرد و بر تمام مناطقی که تجهیزات زرهی (تانک و نفربر) مستقر بود نظارت داشت. او در عملیات‌های مهمی از جمله آزادسازی حلب، نبل و الزهرا و شرق تدمر نقش آفرینی کرد.

## کشته شدن
در ۱۳ مرداد ۱۳۹۶ علی‌پور برای سرکشی به یکی از مقرها به اطراف تدمر می‌رود و در مسیر در کمین نیروهای مخالفین قرار می‌گیرد. ابتدا گلوله‌ای به پهلوی او می‌خورد و سپس به اسارت درمی‌آید. پس از اینکه متوجه می‌شوند از فرماندهان است، او، راننده و محافظش را به قتل می‌رسانند.

## یادبود
به پاس خدمات وی در جنگ ایران و عراق و حضور مستمرش در صف مبارزه با تروریسم در منطقه، جشنواره ملی شعر با عنوان «شهد شهود» به یاد او برگزار شد.
سرتیپ علی‌اکبر پورجمشیدیان؛ معاون هماهنگ‌کننده نیروی زمینی سپاه پاسداران انقلاب اسلامی در مراسم گرامیداشت جانمحمد علی‌پور بیان کرد: «شهید علی‌پور یکی از چهره‌های شاخص و شخصیت ملی و مستشار کم‌نظیر نظامی در جبهه مقاومت و دفاع از حرم اهل بیت بوده‌است»